# PGA European Tour
El PGA European Tour es una organización que engloba los tres circuitos profesionales de golf en Europa: el European Tour, el European Seniors Tour y el Challenge Tour. Su sede se encuentra en Wentworth Club en Virginia Water (Surrey, Reino Unido). El PGA European Tour es el principal organismo de golf en Europa y el segundo en importancia a nivel mundial, después del PGA Tour estadounidense. El organismo fue creado por la Asociación de Golfistas Profesionales Británicos y adquirió ámbito continental en 1984, cuando las responsabilidades pasaron a una organización independiente.
La mayor parte de los eventos organizados por esta asociación en cualquiera de sus tres categorías tienen lugar en Europa, pero en los últimos años han ido surgiendo torneos asociados a este organismo que se celebran en otros continentes como África, Asia y Oceanía. Los eventos organizados en Europa se celebran por lo general en países de la antigua Europa Occidental, principalmente en el Reino Unido, donde el golf tiene sus orígenes y una base importante de aficionados. Igual que en su par estadounidense, los cuatro torneos grandes son parte del calendario oficial del European Tour pese a ser organizados de manera independiente (Masters de Augusta, Abierto de Estados Unidos, Abierto Británico de Golf y Campeonato de la PGA). También son parte del calendario europeo los torneos de la Serie Mundial de Golf (WGC Match Play, WGC-Campeonato Cadillac, WGC-Bridgestone Invitational y WGC-HSBC Champions), los cuales son organizados en conjunto entre los principales circuitos profesionales de golf.
El PGA European Tour es una organización controlada por los propios jugadores, cuyo principal propósito es aumentar el número de torneos y jugadores profesionales. La organización está dirigida por un equipo de profesionales que se encuentra controlado por los miembros a través de una junta directiva conformada por 12 jugadores, tanto en activo como retirados, y un comité de 14 jugadores en activo.
El PGA European Tour también dirige la Copa Ryder en colaboración con la PGA estadounidense.

## Ganadores de la Orden del Mérito
La Orden del Mérito es el premio que recibe el jugador que acumula mayor cantidad de premios a lo largo del año. Al ganador se le hace entrega del Trofeo Harry Vardon.
A partir de 1999, las ganancias de los jugadores se calculan en euros (€). En los torneos cuyos premios se otorguen en libras esterlinas (£), dólares estadounidenses (US$) u otras monedas, las cantidades se convierten a euros mediante la conversión oficial internacional de la semana en que se juegue el torneo.
Desde la temporada 2009, recibe el nombre de Carrera a Dubái, ya que los 60 primeros al final del año se clasifican para disputar el Campeonato Mundial de Dubái que pone punto final a la temporada en el circuito europeo.
| Año  | Ganador de la Race to Dubai | País              | Puntos    |
| ---- | --------------------------- | ----------------- | --------- |
| 2024 | Rory McIlroy                | Irlanda del Norte | 6,998     |
| 2023 | Rory McIlroy                | Irlanda del Norte | 5,296     |
| 2022 | Rory McIlroy                | Irlanda del Norte | 4,754     |
| 2021 | Collin Morikawa             | Estados Unidos    | 5,856     |
| 2020 | Lee Westwood                | Inglaterra        | 3,128     |
| 2019 | Jon Rahm                    | España            | 5,898     |
| 2018 | Francesco Molinari          | Italia            | 6,041,521 |
| 2017 | Tommy Fleetwood             | Inglaterra        | 5,386,955 |
| 2016 | Henrik Stenson              | Suecia            | 5,289,506 |
| 2015 | Rory McIlroy                | Irlanda del Norte | 4,727,253 |
| 2014 | Rory McIlroy                | Irlanda del Norte | 7,149,503 |
| 2013 | Henrik Stenson              | Suecia            | 4,103,796 |

| Año  | Ganador de la Orden del Mérito | País              | Ganancias (€) |
| ---- | ------------------------------ | ----------------- | ------------- |
| 2012 | Rory McIlroy                   | Irlanda del Norte | 5,519,118     |
| 2011 | Luke Donald                    | Inglaterra        | 5,323,400     |
| 2010 | Martin Kaymer                  | Alemania          | 3,368,592     |
| 2009 | Lee Westwood                   | Inglaterra        | 4,237,762     |
| 2008 | Robert Karlsson                | Suecia            | 2,732,748     |
| 2007 | Justin Rose                    | Inglaterra        | 2,944,945     |
| 2006 | Pádraig Harrington             | Irlanda           | 2,489,337     |
| 2005 | Colin Montgomerie              | Escocia           | 2,794,223     |
| 2004 | Ernie Els                      | Sudáfrica         | 4,061,905     |
| 2003 | Ernie Els                      | Sudáfrica         | 2,975,374     |
| 2002 | Retief Goosen                  | Sudáfrica         | 2,360,128     |
| 2001 | Retief Goosen                  | Sudáfrica         | 2,862,806     |
| 2000 | Lee Westwood                   | Inglaterra        | 3,125,147     |
| 1999 | Colin Montgomerie              | Escocia           | 1,822,880     |

Hasta la temporada 1998, las Ganancias para la Orden del Mérito se medían en libras esterlinas (£).
| Año  | Ganador de la Orden del Mérito | País                | Ganancias (£) |
| ---- | ------------------------------ | ------------------- | ------------- |
| 1998 | Colin Montgomerie              | Escocia             | 993,077       |
| 1997 | Colin Montgomerie              | Escocia             | 798,948       |
| 1996 | Colin Montgomerie              | Escocia             | 875,146       |
| 1995 | Colin Montgomerie              | Escocia             | 835,051       |
| 1994 | Colin Montgomerie              | Escocia             | 762,720       |
| 1993 | Colin Montgomerie              | Escocia             | 613,683       |
| 1992 | Nick Faldo                     | Inglaterra          | 708,522       |
| 1991 | Seve Ballesteros               | España              | 545,354       |
| 1990 | Ian Woosnam                    | Gales               | 574,166       |
| 1989 | Ronan Rafferty                 | Irlanda del Norte   | 400,311       |
| 1988 | Seve Ballesteros               | España              | 451,560       |
| 1987 | Ian Woosnam                    | Gales               | 253,717       |
| 1986 | Seve Ballesteros               | España              | 242,209       |
| 1985 | Sandy Lyle                     | Escocia             | 162,553       |
| 1984 | Bernhard Langer                | Alemania Occidental | 139,344       |
| 1983 | Nick Faldo                     | Inglaterra          | 119,416       |
| 1982 | Greg Norman                    | Australia           | 66,406        |
| 1981 | Bernhard Langer                | Alemania Occidental | 81,036        |
| 1980 | Sandy Lyle                     | Escocia             | 66,060        |
| 1979 | Sandy Lyle                     | Escocia             | 49,233        |
| 1978 | Seve Ballesteros               | España              | 54,348        |
| 1977 | Seve Ballesteros               | España              | 46,436        |
| 1976 | Seve Ballesteros               | España              | 39,504        |
| 1975 | Dale Hayes                     | Sudáfrica           | 20,508        |

Antes de 1975, la Orden del Mérito se otorgaba en función de un sistema de puntuación, que no coincidía necesariamente con el jugador que más dinero ganaba.
| Año  | Ganador de la Orden del Mérito | País       | Ganancias (£) | Líder en ganancias | País          | Ganancias (£) |
| ---- | ------------------------------ | ---------- | ------------- | ------------------ | ------------- | ------------- |
| 1974 | Peter Oosterhuis               | Inglaterra | 32,127        | Peter Oosterhuis   | Inglaterra    | 32,127        |
| 1973 | Peter Oosterhuis               | Inglaterra | 17,455        | Tony Jacklin       | Inglaterra    | 24,840        |
| 1972 | Peter Oosterhuis               | Inglaterra | 18,525        | Bob Charles        | Nueva Zelanda | 18,538        |
| 1971 | Peter Oosterhuis               | Inglaterra | 9,270         | Gary Player        | Sudáfrica     | 11,281        |

### Ganadores múltiples de la Orden del Mérito
| N. | Jugador           | País              | Victorias | Primera | Última |
| -- | ----------------- | ----------------- | --------- | ------- | ------ |
| 1  | Colin Montgomerie | Escocia           | 8         | 1993    | 2005   |
| 2  | Seve Ballesteros  | España            | 6         | 1976    | 1991   |
| 2  | Rory McIlroy      | Irlanda del Norte | 6         | 2012    | 2024   |
| 4  | Peter Oosterhuis  | Inglaterra        | 4         | 1971    | 1974   |
| 5  | Sandy Lyle        | Escocia           | 3         | 1979    | 1985   |
| 5  | Lee Westwood      | Inglaterra        | 3         | 2000    | 2020   |
| 7  | Bernhard Langer   | Alemania          | 2         | 1981    | 1984   |
| 7  | Nick Faldo        | Inglaterra        | 2         | 1983    | 1992   |
| 7  | Ian Woosnam       | Gales             | 2         | 1987    | 1990   |
| 7  | Retief Goosen     | Sudáfrica         | 2         | 2001    | 2002   |
| 7  | Ernie Els         | Sudáfrica         | 2         | 2003    | 2004   |
| 7  | Henrik Stenson    | Suecia            | 2         | 2013    | 2016   |

Hay más detalles de la Orden de Mérito de cada temporada desde 1971 en la página oficial del European Tour.

## Tabla histórica de ganancias
Aquí aparecen los 10 primeros clasificados de la tabla histórica de ganancias en el European Tour.
| N. | Jugador              | País              | Ganancias (€) |
| -- | -------------------- | ----------------- | ------------- |
| 1  | Rory McIlroy         | Irlanda del Norte | 39,034,004    |
| 2  | Lee Westwood         | Inglaterra        | 38,622,516    |
| 3  | Sergio García        | España            | 31,189,904    |
| 4  | Henrik Stenson       | Suecia            | 29,421,222    |
| 5  | Ernie Els            | Sudáfrica         | 28,894,967    |
| 6  | Justin Rose          | Inglaterra        | 28,675,283    |
| 7  | Ian Poulter          | Inglaterra        | 26,640,979    |
| 8  | Pádraig Harrington   | Irlanda           | 25,960,962    |
| 9  | Colin Montgomerie    | Escocia           | 24,493,990    |
| 10 | Miguel Ángel Jiménez | España            | 24,362,300    |

A 8 de marzo de 2020.
Hay una lista de los 100 primeros en la página oficial de la European Tour.

## Mejores jugadores y Novatos del año
Aquí está la lista de mejores jugadores del año y de mejor novato de cada una de las temporadas de la European Tour. El Trofeo Seve Ballesteros es otorgado al mejor jugador del circuito según una votación efectuada entre los propios jugadores.
| Año  | Jugador del año               | País                         | Novato del año            | País           | Trofeo Seve Ballesteros | País              |
| ---- | ----------------------------- | ---------------------------- | ------------------------- | -------------- | ----------------------- | ----------------- |
| 2023 | Adrian Meronk                 | Polonia                      | Ryo Hisatsune             | Japón          |                         |                   |
| 2022 | Ryan Fox                      | Nueva Zelanda                | Thriston Lawrence         | Sudáfrica      |                         |                   |
| 2021 | Jon Rahm                      | España                       | Matti Schmid              | Alemania       |                         |                   |
| 2020 | Lee Westwood                  | Inglaterra                   | Sami Välimäki             | Finlandia      | Lee Westwood            | Inglaterra        |
| 2019 | Jon Rahm                      | España                       | Robert MacIntyre          | Escocia        | Jon Rahm                | España            |
| 2018 | Francesco Molinari            | Italia                       | Shubhankar Sharma         | India          | Francesco Molinari      | Italia            |
| 2017 | Sergio García                 | España                       | Jon Rahm                  | España         | Tommy Fleetwood         | Inglaterra        |
| 2016 | Henrik Stenson                | Suecia                       | Wang Jeung-hun            | Corea del Sur  | Henrik Stenson          | Suecia            |
| 2015 | Rory McIlroy                  | Irlanda del Norte            | An Byeong-hun             | Corea del Sur  | Rory McIlroy            | Irlanda del Norte |
| 2014 | Rory McIlroy                  | Irlanda del Norte            | Brooks Koepka             | Estados Unidos | Rory McIlroy            | Irlanda del Norte |
| 2013 | Henrik Stenson                | Suecia                       | Peter Uihlein             | Estados Unidos | Henrik Stenson          | Suecia            |
| 2012 | Rory McIlroy                  | Irlanda del Norte            | Ricardo Santos            | Portugal       | Rory McIlroy            | Irlanda del Norte |
| 2011 | Luke Donald                   | Inglaterra                   | Tom Lewis                 | Inglaterra     | Luke Donald             | Inglaterra        |
| 2010 | Martin Kaymer Graeme McDowell | Alemania · Irlanda del Norte | Matteo Manassero          | Italia         | Martin Kaymer           | Alemania          |
| 2009 | Lee Westwood                  | Inglaterra                   | Chris Wood                | Inglaterra     | Lee Westwood            | Inglaterra        |
| 2008 | Pádraig Harrington            | Irlanda                      | Pablo Larrazábal          | España         | Pádraig Harrington      | Irlanda           |
| 2007 | Pádraig Harrington            | Irlanda                      | Martin Kaymer             | Alemania       |                         |                   |
| 2006 | Paul Casey                    | Inglaterra                   | Marc Warren               | Escocia        |                         |                   |
| 2005 | Michael Campbell              | Nueva Zelanda                | Gonzalo Fernández-Castaño | España         |                         |                   |
| 2004 | Vijay Singh                   | Fiyi                         | Scott Drummond            | Escocia        |                         |                   |
| 2003 | Ernie Els                     | Sudáfrica                    | Peter Lawrie              | Irlanda        |                         |                   |
| 2002 | Ernie Els                     | Sudáfrica                    | Nick Dougherty            | Inglaterra     |                         |                   |
| 2001 | Retief Goosen                 | Sudáfrica                    | Paul Casey                | Inglaterra     |                         |                   |
| 2000 | Lee Westwood                  | Inglaterra                   | Ian Poulter               | Inglaterra     |                         |                   |
| 1999 | Colin Montgomerie             | Escocia                      | Sergio García             | España         |                         |                   |
| 1998 | Lee Westwood                  | Inglaterra                   | Olivier Edmond            | Francia        |                         |                   |
| 1997 | Colin Montgomerie             | Escocia                      | Scott Henderson           | Escocia        |                         |                   |
| 1996 | Colin Montgomerie             | Escocia                      | Thomas Bjørn              | Dinamarca      |                         |                   |
| 1995 | Colin Montgomerie             | Escocia                      | Jarmo Sandelin            | Suecia         |                         |                   |
| 1994 | Ernie Els                     | Sudáfrica                    | Jonathan Lomas            | Inglaterra     |                         |                   |
| 1993 | Bernhard Langer               | Alemania                     | Gary Orr                  | Escocia        |                         |                   |
| 1992 | Nick Faldo                    | Inglaterra                   | Jim Payne                 | Inglaterra     |                         |                   |
| 1991 | Seve Ballesteros              | España                       | Per-Ulrik Johansson       | Suecia         |                         |                   |
| 1990 | Nick Faldo                    | Inglaterra                   | Russell Claydon           | Inglaterra     |                         |                   |
| 1989 | Nick Faldo                    | Inglaterra                   | Paul Broadhurst           | Inglaterra     |                         |                   |
| 1988 | Seve Ballesteros              | España                       | Colin Montgomerie         | Escocia        |                         |                   |
| 1987 | Ian Woosnam                   | Gales                        | Peter Baker               | Inglaterra     |                         |                   |
| 1986 | Seve Ballesteros              | España                       | José María Olazábal       | España         |                         |                   |
| 1985 | Bernhard Langer               | Alemania                     | Paul Thomas               | Gales          |                         |                   |
| 1984 |                               |                              | Philip Parkin             | Gales          |                         |                   |
| 1983 |                               |                              | Grant Turner              | Inglaterra     |                         |                   |
| 1982 |                               |                              | Gordon Brand Jnr          | Escocia        |                         |                   |
| 1981 |                               |                              | Jeremy Bennett            | Inglaterra     |                         |                   |
| 1980 |                               |                              | Paul Hoad                 | Inglaterra     |                         |                   |
| 1979 |                               |                              | Mike Miller               | Escocia        |                         |                   |
| 1978 |                               |                              | Sandy Lyle                | Escocia        |                         |                   |
| 1977 |                               |                              | Nick Faldo                | Inglaterra     |                         |                   |
| 1976 |                               |                              | Mark James                | Inglaterra     |                         |                   |
| 1975 |                               |                              | Sin Premio                | Sin Premio     |                         |                   |
| 1974 |                               |                              | Carl Mason                | Inglaterra     |                         |                   |
| 1973 |                               |                              | Pip Elson                 | Inglaterra     |                         |                   |
| 1972 |                               |                              | Sam Torrance              | Escocia        |                         |                   |
| 1971 |                               |                              | David Llewellyn           | Gales          |                         |                   |
| 1970 |                               |                              | Stuart Brown              | Inglaterra     |                         |                   |
| 1969 |                               |                              | Peter Oosterhuis          | Inglaterra     |                         |                   |
| 1968 |                               |                              | Bernard Gallacher         | Escocia        |                         |                   |
| 1967 |                               |                              | Sin Premio                | Sin Premio     |                         |                   |
| 1966 |                               |                              | Robin Liddle              | Escocia        |                         |                   |
| 1965 |                               |                              | Sin Premio                | Sin Premio     |                         |                   |
| 1964 |                               |                              | Sin Premio                | Sin Premio     |                         |                   |
| 1963 |                               |                              | Tony Jacklin              | Inglaterra     |                         |                   |
| 1962 |                               |                              | Sin Premio                | Sin Premio     |                         |                   |
| 1961 |                               |                              | Alex Caygill              | Inglaterra     |                         |                   |
| 1960 |                               |                              | Tommy Goodwin             | Inglaterra     |                         |                   |

### Ganadores múltiples de Jugador del año
| N. | Jugador            | País              | Victorias | Primera | Última |
| -- | ------------------ | ----------------- | --------- | ------- | ------ |
| 1  | Colin Montgomerie  | Escocia           | 4         | 1995    | 1999   |
| 1  | Lee Westwood       | Inglaterra        | 4         | 1998    | 2020   |
| T3 | Rory McIlroy       | Irlanda del Norte | 3         | 2012    | 2015   |
| T3 | Ernie Els          | Sudáfrica         | 3         | 1994    | 2003   |
| T3 | Nick Faldo         | Inglaterra        | 3         | 1989    | 1992   |
| T3 | Seve Ballesteros   | España            | 3         | 1986    | 1991   |
| T7 | Jon Rahm           | España            | 2         | 2019    | 2021   |
| T7 | Henrik Stenson     | Suecia            | 2         | 2013    | 2016   |
| T7 | Pádraig Harrington | Irlanda           | 2         | 2007    | 2008   |
| T7 | Bernhard Langer    | Alemania          | 2         | 1985    | 1993   |

## Innovation Hub
En septiembre de 2019, la Gira Europea y Tata Communications lanzaron el Centro de Innovación. Esta competencia global ofrece a las empresas de nueva creación la oportunidad de convertir los conceptos en realidad.
- Ganadores 2020: Alugha[2]